# Újjózseffalva
Újjózseffalva, 1910-ig Józseffalva (románul: Iosifalău, helyi nevén Iosifalva, németül: Josefsdorf) falu Romániában, a Bánátban, Temes megyében.

## Nevének eredete
Nevét Bethlen József temesvári állami jószágigazgató tiszteletére kapta.

## Fekvése
Temesvártól 32 kilométerre keletre, a DN6-os főút mentén fekszik.

## Népessége
- 1910-ben 1082 lakosából 1023 volt német és 54 magyar anyanyelvű; 1067 római katolikus vallású.
- 2002-ben 528 lakosából 442 volt román, 40 szlovák, 20 német, 13 ruszin, hét magyar és négy szerb nemzetiségű; 376 ortodox, 106 római katolikus, 31 pünkösdi és 13 görögkatolikus vallású.

## Története
1882-ben alapították a Bega torkolatánál fekvő Elisenhain katolikus sváb lakói, miután falujukat elsodorta az árvíz. Elisenhain 1866–69-ben, főként torontálszécsányiakkal települt. A józseffalvi határ korábban Iktár és Susanovec határához tartozott Temes vármegye Temesrékasi járásában, és a magyar államkincstár tulajdona volt. 1890-ben alakult önálló nagyközséggé. Lakói megélhetésének alapját a gabonatermesztés jelentette, a szegényebbek közül pedig sokan a falutól északra eső Piatra Roșie bazaltbányáiban dolgoztak kőfejtőként. Legnagyobb földbirtokosa, Szettele Lajos saját kőbányát üzemeltetett ott, ahonnan iparvasutat építtetett a nagytopoloveci vasútállomásig. A századfordulón évente átlagosan tízezer köbméter bazaltot termeltek ki benne. Sváb lakosságának zöme az 1960-as évektől kivándorolt.